# Lebanon (Tennessee)
Pour les articles homonymes, voir Lebanon.
Lebanon (en anglais : [ˈlɛbnən]) est une ville des États-Unis, siège du comté de Wilson, dans l’État du Tennessee. Sa population s’élevait à 32 372 habitants en 2016.

## Origine du nom
La localité doit son nom aux nombreux cèdres présents dans la région et à la référence biblique des cèdres du Liban (Cedar of Lebanon en anglais) utilisés par le roi Salomon pour construire la charpente du Temple de Jérusalem.
Un court moment du film Boulevard de la mort de Quentin Tarantino se passe dans cette ville. 

## Source
- (en) Cet article est partiellement ou en totalité issu de l’article de Wikipédia en anglais intitulé « Lebanon, Tennessee » (voir la liste des auteurs).